# Ceraclea shuotsuensis
Ceraclea shuotsuensis är en nattsländeart som först beskrevs av Tsuda 1942.  Ceraclea shuotsuensis ingår i släktet Ceraclea och familjen långhornssländor. Inga underarter finns listade i Catalogue of Life.